# 奇布拉毛
奇布拉毛（Chhibramau），是印度北方邦根瑙杰县的一个城镇。总人口50279（2001年）。

## 人口
该地2001年总人口50279人，其中男性26439人，女性23840人；0—6岁人口7836人，其中男4225人，女3611人；识字率63.11%，其中男性为68.10%，女性为57.58%。